# Túc Châu, An Huy
Túc Châu (chữ Hán giản thể: 宿州市, bính âm: Sùzhōu Shì, Hán Việt: Túc Châu thị) là một địa cấp thị của tỉnh An Huy, Cộng hòa Nhân dân Trung Hoa. Túc Châu có diện tích 9.786 km². Về mặt hành chính, địa cấp thị Túc Châu được chia thành các đơn vị hành chính sau: 1 quận, 4 huyện, 110 hương trấn và 8 nhai đạo biện sự xứ, 2916 thôn hành chính.
- Quận: Dũng Kiều (埇桥区)
- Huyện: Tiêu (萧县), Tứ (泗县), Nãng San (砀山县), Linh Bích (灵璧县).